# Mączniki (powiat ostrzeszowski)
Mączniki – wieś w Polsce położona w województwie wielkopolskim, w powiecie ostrzeszowskim, w gminie Kraszewice.
W latach 1975–1998 miejscowość należała administracyjnie do województwa kaliskiego.
Przez miejscowość przepływa rzeka Łużyca, dopływ Prosny.
W miejscowości znajduje się pomnik upamiętniający pomordowanych 3 września 1939 w trakcie kampanii wrześniowej mieszkańców powiatów kaliskiego i ostrzeszowskiego przez żołnierzy Wehrmachtu